# Cid Erik Tallqvist
Cid Erik Tallqvist, född 10 september 1899 i Helsingfors, död där 20 april 1967, var en finländsk pedagog och litteraturvetare.
Tallqvist blev filosofie magister 1925. Han var verksam som lärare i engelska bland annat vid Ålands lyceum, Helsingfors universitet och Åbo Akademi. Han spelade en betydande roll som introduktör av internationell modernistisk diktning i Finland, framförallt via artiklar om W.B. Yeats och James Joyce samt tolkningar av Carl Sandburgs dikter. Han var redaktör för de finlandssvenska modernisternas språkrör Quosego 1928–1929. Dessutom översatte Tallqvist verk av finska lyriker som Katri Vala, Eino Leino och Uuno Kailas till engelska.
Tallqvist var mycket intresserad av Irland och i synnerhat av James Joyce roman Odysseus, vars första episod han översatte till svenska. Denna översättning har aldrig publicerats, men Tallqvists tolkning av Joyce influerade Rabbe Enckell, som skrev flera dikter om Odysseus. Olof Enckells (Rabbe Enckells broders) reseskildring från Irland, De klagande vindarnas ö, är tillägnad Tallqvist.
Cid Erik Tallqvists arkiv finns hos Svenska litteratursällskapet i Finland. Hans fader var assyriologen Knut Tallqvist.